# Paul Tillich

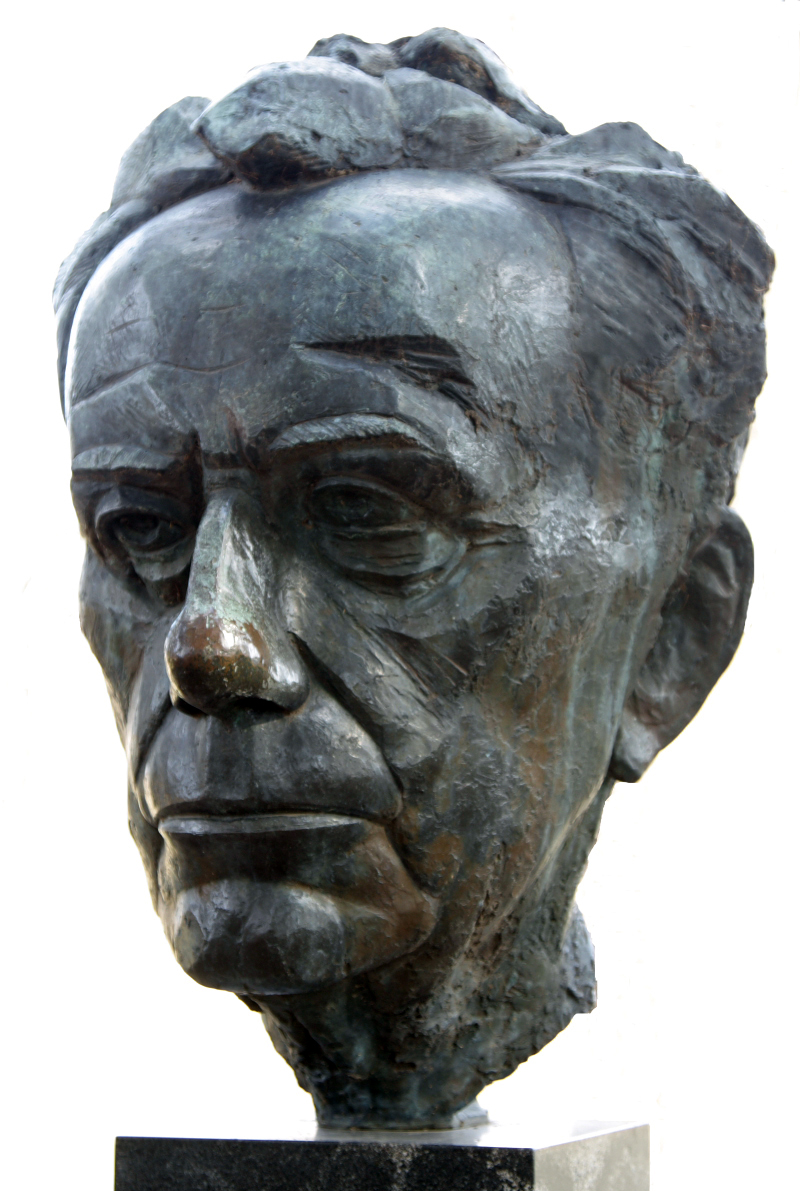
Buste van Paul Tillich door James Rosati in New Harmony, Indiana, Verenigde Staten.

Paul Johannes Tillich (Starzeddel [tegenwoordig Starosiedle bij Gubin in Polen], 20 augustus 1886 – Chicago, 22 oktober 1965) was een Duits-Amerikaans luthers predikant en hoogleraar theologie en filosofie. Tillich behoorde tot de beweging van religieus socialisten en verliet in 1933 Duitsland nadat hij als eerste niet-Joodse wetenschapper een beroepsverbod kreeg van de nazi’s. In zijn theologie probeerde hij een middenweg te vinden tussen de traditionele orthodoxie en de vrijzinnige theologie. Tillich geldt als een van de belangrijkste theologen van de twintigste eeuw.

## Levensloop

### Duitsland
Paul Tillich werd in 1886 geboren in Starzeddel bij Güben als zoon van de plaatselijke predikant. Hij groeide op in het Pruisische stadje Schönfließ (nu Eisenhüttenstadt) en vanaf 1900 in Berlijn. Van 1905 tot 1912 studeerde hij theologie en filosofie aan de universiteiten van Berlijn, Tübingen, Breslau en Halle. In 1912 werd hij hulpprediker in Berlin-Moabit. Tijdens de Eerste Wereldoorlog was Tillich veldprediker, maar slaagde er tussendoor in om een Habilitationsschrift te voltooien over Friedrich Schleiermacher. Na de oorlog was Tillich mede-oprichter van de Bund der religiösen Sozialisten Deutschlands. In 1919 werd hij Privatdozent in Berlijn en in 1924 hoogleraar in Marburg voor systematische theologie en filosofie. Een jaar later vertrok hij al naar Dresden om daar godsdienstfilosofie en sociale filosofie te gaan doceren. Vanaf 1927 gaf hij dezelfde vakken in Leipzig. In 1929 vertrok hij naar Frankfurt am Main waar hij filosofie en sociologie ging geven. Hier beïnvloedde hij de grondleggers van de Frankfurter Schule Max Horkheimer en Theodor Adorno, die bij hem promoveerde. In 1932 publiceerde Tillich Die sozialistische Entscheidung, waarin hij scherpe kritiek uitte op het nationaalsocialisme. Na de machtsovername van de nazi’s was Tillich op 6 februari 1933 de eerste niet-Joodse wetenschapper die een beroepsverbod kreeg.

### Verenigde Staten

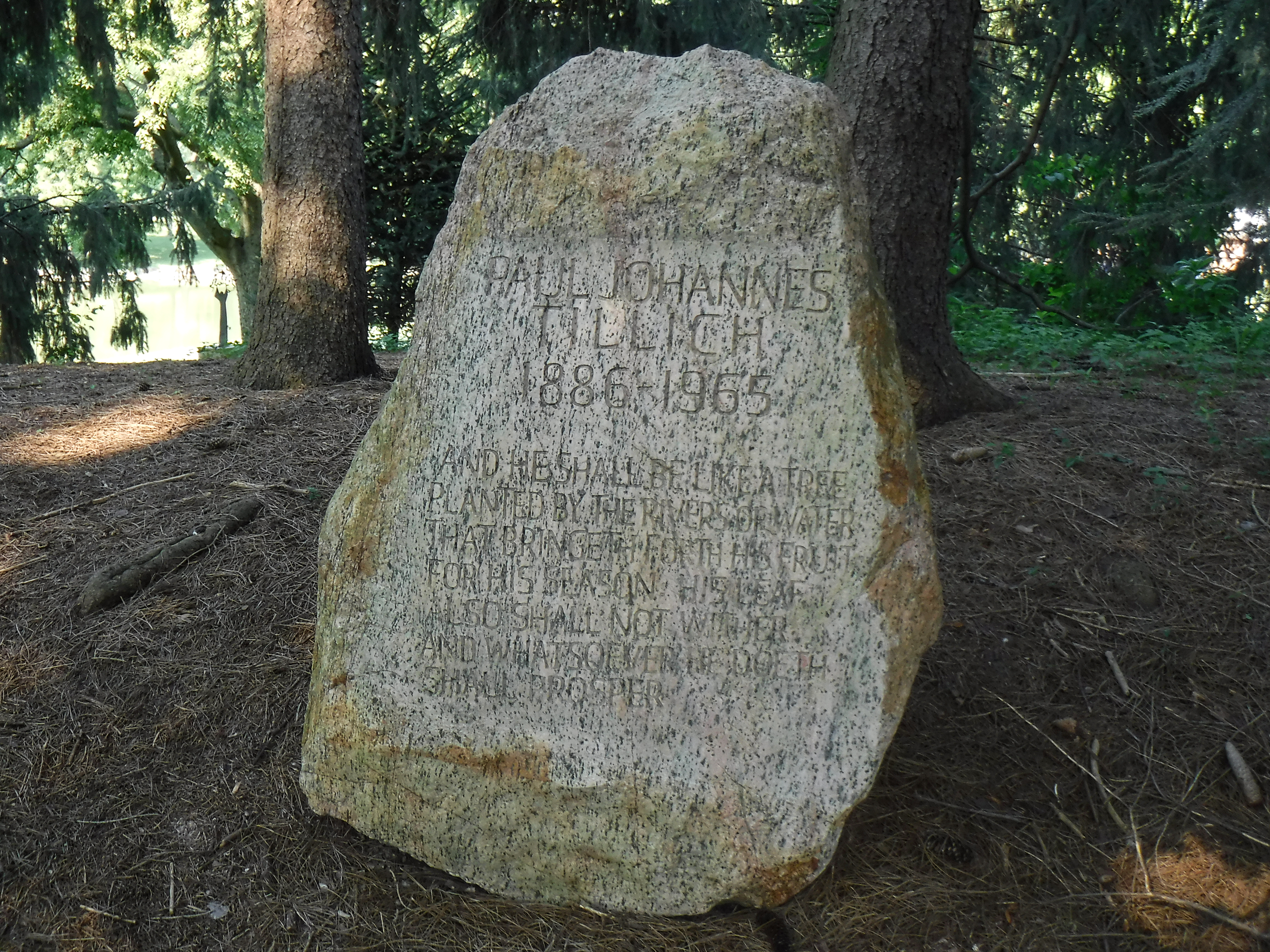
Grafsteen van Paul Tillich in het Paul Tillich Park, New Harmony, Indiana, Verenigde Staten.

Tillich emigreerde in 1933 naar de Verenigde Staten en werd in 1940 genaturaliseerd tot Amerikaans staatsburger. Dankzij de bemiddeling van Reinhold Niebuhr kon hij al in 1933 als gastdocent lesgeven aan Union Theological Seminary in New York, waar hij in 1940 een vaste aanstelling kreeg als hoogleraar filosofische theologie. Hier schreef Tillich onder andere The courage to be (1952), een bestseller waarin hij het christelijk geloof verbond met moderne psychologische inzichten. In 1955 vertrok hij naar Harvard en in 1962 naar de Universiteit van Chicago, waar hij werkte tot hij in 1965 overleed aan de gevolgen van een hartaanval.

## Theologie
Paul Tillichs theologie concentreerde zich op de verhouding tussen godsdienst en cultuur en de vraag naar de zin van de geschiedenis. Hiernaast hield hij zich ook intensief bezig met allerlei maatschappelijke problemen. Hij baseerde zijn eigen theologisch ontwerp, dat hij vooral uiteenzette in Systematic theology (1951-1963; 3 dln.), op wat hij noemde de "correlatiemethode". Volgens Tillich was het de taak van de theologie om te zorgen dat de eeuwige waarheid van de christelijke openbaring in verband werd gebracht met de menselijke, historische situatie (Kairos). Op deze wijze wilde hij zowel het gezag van de openbaring handhaven als het moderne denken serieus nemen. Tillichs analyse van de vragen van de “moderne mens” was sterk beïnvloed door het existentialisme, zoals dit door Martin Heidegger, die in Marburg zijn collega was geweest, werd verwoord. 
Tillich nam als uitgangspunt voor zijn denken de menselijke mogelijkheden en beperkingen om de werkelijkheid te begrijpen. De mens zit hierdoor met vragen die alleen door Gods openbaring beantwoord (kunnen) worden. God was voor hem "het zijn zelf" of de "grond van het bestaan". De situatie van de mens typeerde hij als "vervreemding" van de oorsprong, terwijl Jezus Christus voor hem de bron van "het nieuwe zijn" is. De tegenstrijdigheden in de menselijke ervaring van de werkelijkheid zag Tillich als een uiting van de aanwezigheid van de Heilige Geest. De bestemming van de mens en de zin van de geschiedenis liggen in de komst van het Koninkrijk Gods. Op deze wijze vertaalde hij de traditionele theologische begrippen naar antwoorden op de vragen van het existentialisme.
Ook keerde Tillich zich tegen de opvatting dat religie slechts een onderdeel van de cultuur is. Voor hem was religie het wezen, de dieptedimensie van alle cultuur. De theologie dient zich dan ook met alle aspecten van de cultuur bezig te houden. Hiermee keerde hij zich tegen de dialectische theologie die geloof en cultuur tegenover elkaar plaatste, hoewel hij het eens was met de radicale kritiek van Karl Barth en de zijnen op alle menselijke pogingen om de eigen opvattingen en cultuur te verabsoluteren. Tillichs ethiek is opgebouwd rond het kernbegrip agapè, de liefde in christelijke zin.
Tillich stond op de grens van christendom en secularisering. De "God is dood"-theologie van de jaren zestig bouwde verder op enkele aanzetten van Tillich, hoewel deze zelf het bestaan van God niet ontkende. Wel nam hij afstand van de traditionele opvatting van een mensvormige "persoonlijke" God. Door zijn "vertaling" van de traditionele theologische begrippen naar antwoorden op de vragen van het seculiere existentialisme kan hij zowel worden gezien als een verdediger van het christelijk geloof in de moderne wereld als ook als een wegbereider van de ontkerkelijking, die het christelijk geloof ondermijnde.
In de Verenigde Staten, Duitsland, Nederland/België, Frankrijk en Brazilië bestaan speciale genootschappen om de kennis van de opvattingen van Tillich te bevorderen.

## Voornaamste werken
- Über die Idee einer Theologie der Kultur (1919)
- Das System der Wissenschaften nach Gegenständen und Methoden (1924)
- Kirche und Kultur (1924)
- Rechtfertigung und Zweifel (1924)
- Die religiöse Lage der Gegenwart (1926)
- Die sozialistische Entscheidung (1932)
- The protestant era (1948)
- Systematic theology (1951-1963; 3 dln.)
- The courage to be (1952)
- Love, power, and justice (1954)
- Biblical religion and the search for ultimate reality (1955)
- The new being (1955)
- Dynamics of faith (1957)
- Theology of culture (1959)
- Gesammelte Werke (1959-2007; 2 series: 14 en 15 dln.)
- Christianity and the encounter of world religions (1963)
- Main works/Hauptwerke (1987-1998; 6 dln.)

### Nederlandse vertalingen
- De moed om te zĳn: over de menselĳke persoonlĳkheid en de zin van het bestaan (1955; 5e druk, 2009; orig. The courage to be)
- Liefde, macht en recht: ontologische analyses en ethische toepassing (1956; orig. Love, power, and justice)
- De dynamiek van het geloof (1958; 2e druk, 1968; orig. Dynamics of faith)
- Op de grens : studies over theologie, filosofie en cultuur (1965; orig. Auf der Grenze)
- Perspectief op de protestantse theologie in de negentiende en twintigste eeuw (1968; orig. Perspectives on 19th and 20th century protestant theology)
- Bĳbelse religie en de vraag naar het zĳn (1997; orig. Biblical religion and the search for ultimate reality)
- Robert Hensen (red.), Teksten van Paul Tillich (1998)

- Bibsys: 90055808
- Biblioteca Nacional de España: XX1135636
- Bibliothèque nationale de France: cb11926662x (data)
- Catàleg d'autoritats de noms i títols de Catalunya: 981058515146106706
- CiNii: DA00395033
- Gemeinsame Normdatei: 118622692
- International Standard Name Identifier: 0000 0004 5092 341X
- Library of Congress Control Number: n79049297
- Nationale Bibliotheek van Letland: 000006376
- Bibliotheek van het Japanse parlement: 00458783
- Nationale Bibliotheek van Tsjechië: jn20000701816
- Nationale bibliotheek van Australië: 35550283
- Nationale Bibliotheek van Israël: 987007268954505171
- Nationale Bibliotheek van Polen: a0000001179796
- Nationale en Universitaire bibliotheek Zagreb: 000058611
- Nederlandse Thesaurus van Auteursnamen: 068449402
- Réseau des bibliothèques de Suisse occidentale: 02-A003901635
- Istituto Centrale per il Catalogo Unico: BVEV000384
- LIBRIS: 96996
- SNAC: w6gx4dcw
- Système universitaire de documentation: 027163482
- Trove: 992701
- Virtual International Authority File: 76323576
- WorldCat: E39PBJjtbGj7JP74f4tQx79bh3